# 오타루 상과대학
오타루 상과대학(일본어: 小樽商科大学, Otaru University of Commerce)은 일본의 국립 대학이다. 대학 본부는 홋카이도 오타루시에 있다.

## 연혁
오타루 상과대학은 1910년에 오타루 고등 상업학교(小樽高等商業學校)라는 이름으로 설립되었다. 이 학교는 일본 제5 관립 고등 상업학교이며, 제2차 세계 대전 이전의 홋카이도에서는 사회과학에 관한 유일한 국립 고등 교육기관이었다.
- 1910년 : 오타루 고등 상업학교 설립.
- 1944년 : 오타루 경제 전문학교(小樽經濟專門學校)로 개칭.
- 1949년 : 신제 오타루 상과대학으로 승격. 상학부 설치.
- 1952년 : 단기대학부 설치.
- 1971년 : 대학원 석사과정 설치.
- 1996년 : 단기대학부 폐쇄.
- 2007년 : 대학원 박사과정 설치.

## 캠퍼스
- 오타루(小樽) 캠퍼스: 대학 본부 캠퍼스.
- 홋카이도 오타루시 미도리(綠) 3-5-21.
- 삿포로(札幌) 새틀라이트 캠퍼스
- 홋카이도 삿포로시 주오 구(中央區) 북5조 서5-7.

## 조직

### 학부
- 상학부
  - 경제학과
  - 상학과
  - 기업법학과
  - 사회정보학과

### 대학원
- 상학 연구과
  - 현대 상학 전공
  - Entrepreneurship 전공 (전문직 대학원) - 삿포로 캠퍼스

### 부속기관
- 도서관
- 정보 처리 센터
- 언어 센터
- 비즈니스 창조 센터
- 국제 교류 센터

## 유명 졸업생
- 고바야시 다키지 - 작가
- 이토 세이 - 작가